# Deceiver of the Gods
Deceiver of the Gods – dziewiąty, studyjny album szwedzkiej grupy wykonującej melodic death metal, Amon Amarth. Gościem specjalnym jest były wokalista zespołu Candlemass, Messiah Marcolin i można go usłyszeć w utworze „Hel”.
Tytuł albumu został ujawniony 12 kwietnia 2013, a dzień później na stronie zespołu został udostępniony tytułowy utwór do pobrania za darmo.

## Lista utworów
1. "Deceiver of the Gods"
2. "As Loke Falls"
3. "Father of the Wolf"
4. "Shape Shifter"
5. "Under Siege"
6. "Blood Eagle"
7. "We Shall Destroy"
8. "Hel"
9. "Coming of the Tide"
10. "Warriors of the North"

Drugie CD edycji digipak zawiera bonusowy minialbum zatytułowany "Under the Influence":
1. "Burning Anvil of Steel"
2. "Satan Rising"
3. "Snake Eyes"
4. "Stand Up to Go Down"

## Twórcy
- Johan Hegg − śpiew
- Johan Söderberg − gitara
- Olavi Mikkonen − gitara
- Ted Lundström − gitara basowa
- Fredrik Andersson − perkusja

Gość
- Messiah Marcolin